# Zoltán Fábri
Zoltán Fábri (15. října 1917 Budapešť – 23. srpna 1994 Budapešť) byl maďarský filmový režisér a scenárista. Dva jeho snímky, Chlapci z Pavelské ulice (1969) a Maďaři (1979) byly nominovány na Oscara v kategorii nejlepší neanglicky mluvený film. Filmy Kolotoč (1956), Služka (1959) a Dravec (1961) byly nominovány na Zlatou palmu na festivalu v Cannes. Za snímek Requiem (1982) získal Stříbrného medvěda na filmovém festivalu v Berlíně. Tradičně byl velmi úspěšný na filmovém festivalu v Moskvě, kde různé ceny sesbíraly jeho filmy 20 hodin, Nedokončená věta a Pátá pečeť, a kde také v roce 1979 dostal cenu za celoživotní dílo. Začínal jako divadelní výtvarník a herec, v několika filmech se objevil i později, stejně tak vytvářel často i scénografii pro své filmy. Byl silně ovlivněn italským neorealismem. Jeho oblíbenou herečkou byla Mari Törőcsiková. Z velké čtyřky režisérů kádárovského Maďarska (Miklós Jancsó, István Szabó, Béla Tarr) byl považován za nejvíce konzervativního a režimem preferovaného, v letech 1958–1981 byl ostatně prezidentem Maďarské asociace filmových a televizních tvůrců. Třikrát také získal Kossuthovu cenu.